# Speedlover
Speedlover – belgijski zespół wyścigowy. Obecnie ekipa startuje jedynie w Blancpain Endurance Series, jednak w przeszłości zespół pojawiał się także na starcie w Europejskim Pucharze Formuły Renault 2.0 oraz w Porsche Supercup.

## Starty

### Europejski Puchar Formuły Renault 2.0
| Rok  | Bolid          | Kierowcy        | Wyścigi | Wygrane | PP | NO | Pkt | M.K. | M.Z. |
| ---- | -------------- | --------------- | ------- | ------- | -- | -- | --- | ---- | ---- |
| 2003 | Tatuus-Renault | Stephanie Boden | 2       | 0       | 0  | 0  | 0   | 48   | NS   |
| 2011 | Tatuus-Renault | Frank Suntjens  | 2       | 0       | 0  | 0  | 0   | NS†  | NS†  |
| 2011 | Tatuus-Renault | Rafael Danieli  | 2       | 0       | 0  | 0  | 0   | NS†  | NS†  |

† – zawodnik/zespół nie był zaliczany do klasyfikacji.